# Notopleura acuta
Notopleura acuta är en måreväxtart som beskrevs av Charlotte M. Taylor. Notopleura acuta ingår i släktet Notopleura och familjen måreväxter. Inga underarter finns listade i Catalogue of Life.